# Lemonade (album)
Lemonade este al șaselea album de studio al cântăreței americane Beyoncé. Albumul a fost lansat pe 23 aprilie 2016 de Parkwood și distribuit de Columbia Records. Fiecare piesă de pe album este însoțită de un videoclip muzical, care este al doilea „album vizual” al artistului după Beyoncé în 2013. Pe 23 aprilie 2016, un film de 60 de minute intitulat „Lemonade” a avut premiera la HBO, care includea videoclipuri muzicale pentru toate melodiile. Conceptul albumului este despre „călătoria interioară a unei femei de culoare a auto-descoperirii, precum și vindecarea prin infidelitate”. Albumul conține multe genuri, inclusiv pop, R&B contemporan, blues, rock, soul, funk, country, muzică gospel și trap. Albumul conține duete cu artiști precum James Blake, Kendrick Lamar, The Weeknd și Jack White.
Lemonade a fost disponibilă pentru prima dată pentru streaming prin serviciul norvegian de streaming Tidal. Albumul a primit aprecieri de la criticii muzicali și este cel mai bine recenzat album din cariera ei. Albumul a debutat pe primul loc în clasamentul american Billboard 200, devenind al șaselea album pe numărul unu al lui Beyoncé. De asemenea, a ajuns pe primul loc în alte zeci de țări din întreaga lume. Promovarea albumului a început în februarie 2016 odată cu premiera primului single promoțional - „Formation”. Pentru a promova albumul, ea a pornit într-un turneu mondial al stadionului „The Formation World Tour”. A devenit cel mai bine vândut album din 2016 la nivel mondial.

## Temele albumului
Lemonade este o lucrare audio vizuală multimedia care explorează călătoria emoțională a lui Beyoncé după infidelitatea soțului ei Jay-Z într-o perspectivă generațională și rasială prin muzică, versuri, imagini și poezie. A fost descrisă ca o lucrare revoluționară a feminismului.

## Recenzii
Lemonade a primit aprecieri universale de la criticii muzicali la lansare și este considerată pe scară largă a fi opera magistrală a lui Beyoncé. La agregatorul de recenzii Metacritic, albumul a primit un scor de 92 pe baza a 33 de recenzii. Alexis Petridis de la The Guardian a scris că albumul „se simte ca un hit” și că Beyoncé suna „cu adevărat comandant”. Scriitorul Jonathan Bernstein de la The Daily Telegraph a considerat că a fost cea mai puternică lucrare a ei de până acum. Recenzie pozitivă, Nekesa Moody de la The Washington Post a numit albumul „profund personal, dar face o declarație socială și politică foarte bună.” Scriitorul The New York Times Jon Pareles a lăudat vocea lui Beyoncé și curajul ei de a vorbi despre probleme care afectează mulți oameni într-un fel, dar a subliniat că „albumul nu se bazează pe hituri sau trucuri”.

## Lista pieselor
1. „Pray You Catch Me” – 3:16
2. „Hold Up” – 3:41
3. „Don't Hurt Yourself” (cu Jack White) – 3:54
4. „Sorry” – 3:53
5. „6 Inch” (cu The Weeknd) – 4:20
6. „Daddy Lessons” – 4:48
7. „Love Drought” – 3:57
8. „Sandcastles” – 3:03
9. „Forward” (cu James Blake) – 1:19
10. „Freedom” (cu Kendrick Lamar) – 4:50
11. „All Night” – 5:22
12. „Formation” – 3:26

DVD
1. Lemonade – 65:22